# Wardrecques
Wardrecques és un municipi francès situat al departament del Pas de Calais i a la regió dels Alts de França. L'any 2007 tenia 1.153 habitants.

## Demografia

### Població
El 2007 la població de fet de Wardrecques era de 1.153 persones. Hi havia 392 famílies de les quals 52 eren unipersonals (16 homes vivint sols i 36 dones vivint soles), 112 parelles sense fills, 196 parelles amb fills i 32 famílies monoparentals amb fills.
La població ha evolucionat segons el següent gràfic:
Habitants censats

### Habitatges
El 2007 hi havia 402 habitatges, 396 eren l'habitatge principal de la família, 2 eren segones residències i 4 estaven desocupats. 401 eren cases i 1 era un apartament. Dels 396 habitatges principals, 306 estaven ocupats pels seus propietaris, 76 estaven llogats i ocupats pels llogaters i 14 estaven cedits a títol gratuït; 4 tenien dues cambres, 29 en tenien tres, 76 en tenien quatre i 287 en tenien cinc o més. 351 habitatges disposaven pel capbaix d'una plaça de pàrquing. A 151 habitatges hi havia un automòbil i a 209 n'hi havia dos o més.

### Piràmide de població
La piràmide de població per edats i sexe el 2009 era:
| Homes | Edats   | Dones |
| ----- | ------- | ----- |
| 0     | 95 o +  | 0     |
| 0     | 90 a 94 | 0     |
| 4     | 85 a 89 | 4     |
| 12    | 80 a 84 | 4     |
| 12    | 75 a 79 | 12    |
| 16    | 70 a 74 | 16    |
| 8     | 65 a 69 | 20    |
| 4     | 60 a 64 | 16    |
| 24    | 55 a 59 | 4     |
| 36    | 50 a 54 | 52    |
| 72    | 45 a 49 | 44    |
| 36    | 40 a 44 | 48    |
| 32    | 35 a 39 | 28    |
| 36    | 30 a 34 | 40    |
| 36    | 25 a 29 | 36    |
| 60    | 20 a 24 | 56    |
| 44    | 15 a 19 | 60    |
| 32    | 10 a 14 | 32    |
| 36    | 5 a 9   | 28    |
| 24    | 0 a 4   | 28    |

## Economia
El 2007 la població en edat de treballar era de 785 persones, 580 eren actives i 205 eren inactives. De les 580 persones actives 511 estaven ocupades (298 homes i 213 dones) i 69 estaven aturades (22 homes i 47 dones). De les 205 persones inactives 58 estaven jubilades, 66 estaven estudiant i 81 estaven classificades com a «altres inactius».

### Ingressos
El 2009 a Wardrecques hi havia 397 unitats fiscals que integraven 1.132 persones, la mediana anual d'ingressos fiscals per persona era de 16.625 €.

### Activitats econòmiques
Dels 17 establiments que hi havia el 2007, 1 era d'una empresa de fabricació de material elèctric, 3 d'empreses de fabricació d'altres productes industrials, 4 d'empreses de construcció, 3 d'empreses de comerç i reparació d'automòbils, 1 d'una empresa de transport, 3 d'empreses d'hostatgeria i restauració, 1 d'una empresa de serveis i 1 d'una empresa classificada com a «altres activitats de serveis».
Dels 8 establiments de servei als particulars que hi havia el 2009, 1 era una oficina de correu, 1 taller de reparació d'automòbils i de material agrícola, 1 paleta, 2 fusteries, 1 lampisteria, 1 perruqueria i 1 restaurant.
L'any 2000 a Wardrecques hi havia 10 explotacions agrícoles que ocupaven un total de 325 hectàrees.

## Equipaments sanitaris i escolars
El 2009 hi havia una escola elemental.

## Poblacions més properes
El següent diagrama mostra les poblacions més properes.